# Milan Dekleva
Milan Dekleva (Lubiana, 17 ottobre 1946) è uno scrittore, poeta, commediografo compositore e giornalista sloveno.
Laureato in letteratura comparata presso l'Università di Lubiana è stato giornalista per il quotidiano sloveno Dnevnik e per la televisione slovena
Ha pubblicato oltre venti raccolte di poesie, romanzi e raccolte di racconti brevi.
È stato il primo poeta a pubblicare degli haiku in lingua slovena (Mushi mushi, 1971).
Ha ricevuto numerosi riconoscimenti tra i quali il Premio letterario Kresnik nel 2006 per il romanzo Zmagoslavje podgan, una biografia del drammaturgo sloveno Slavko Grum. Nello stesso anno gli è stato conferito il Premio Prešeren, la più alta onorificenza per la cultura della Slovenia.

## Opere

### Raccolte di poesia
- Mushi mushi, (1971)
- Dopisovanja, (1978)
- Nagovarjanja, (1979)
- Narečje telesa, (1984)
- Zaprišeženi prah, (1987)
- Odjedanje božjega, (1988)
- Panični človek, (1990)
- Preseženi človek: izreki, (1992)
- Kvantaški stihi, (1994)
- Šepavi soneti, (1995)
- Jezikava rapsodija; Improvizacija na neznano temo, (1996)
- Glej medenico cvetne čaše, kako se razpira, (2001)
- Sosledja, (2001)
- V živi zob, (2003)

### Opere teatrali
- Igra na vrhu, (1993)

### Romanzi
- Oko v zraku (Eye in the Sky), novel, (1997)
- Pimlico, novel, (1998)
- Reševalec ptic (Bird Saviour), short stories (1999)
- Zmagoslavje podgan (The Triumph of Rats), novel, (2005)
- Izkušnje z daljavo (Experience of Distance), short stories, (2006)
- Svoboda belega gumba, 2011
- Benetke, zadnjič, 2014
- Telo iz črk. Roman o Almi, 2015
- Inštitut doktorja Faulstaffa, 2018